# Eupoa jingwei
Eupoa jingwei is een spinnensoort in de taxonomische indeling van de springspinnen (Salticidae).
Het dier behoort tot het geslacht Eupoa. De wetenschappelijke naam van de soort werd voor het eerst geldig gepubliceerd in 2007 door Maddison & Zhang.